# Horšičtí z Horšic
Horšičtí z Horšic bylo jméno staročeské vladycké rodiny, která se psala podle vsi Horšice u Přeštic na jižním Plzeňsku. Již roku 1243 zde bydlel Adam Horšický z Horšic. Poslední tohoto rodu Jiří Antonín Horšický z Horšic prodal v roce 1676 svůj zchudlý rodný statek.
V historii horšického kostela se dočítáme o jménech podacích pánů z tohoto rodu. Nejstarší Jaroslav Horšický z Horšic patronoval roku 1350; bratři Jaroslav, Vitmar a Petr farář ve Švihově (†1379), Jan řečený Patřich a Jiřík, synové Ondřeje Horšického z Horšic, byli patrony roku 1356. Tomáš a Jiří Horšičtí z Horšic provozovali podací právo v Horšicích v letech 1386–1393. Jiří, který zemřel před rokem 1405, zanechal dceru Annu a syny Jana, Jaroslava, Zikmunda, Martina a Ondřeje, v letech 1407–1415 byli podacími pány. Ondřej, řečený také Ondrášek, obdržel roku 1451 zápis na ves Polenku a roku 1463 učinil jeho syn smlouvu s Tomášovými potomky, že mu zůstali dva hlasy a jim jeden hlas při obsazení horšické fary.
Ze zápisu dvorských desek víme z let 1481–1487 o Janovi Horšickém z Horšic, po němž následoval opět Jan, který roku 1542 vložil dědictví po svých předcích. Byli to tvrz a dvůr Horšice s části vsi a pusté vsi Záhorsko, Hloupensko, Křelověves a Dolce s podacím právem v Horšicích.
Když Vilém z Klenového a z Janovic roku 1536 na Žinkovech podnikl výpravu proti obyvatelům městečka Kdyně, kteří ho nechtěli za zástavního pána hradu a panství Rýzmberského uznat, tak Jan Horšický z Horšic vedle jiných vladyků Vilémovi z Klenového pomáhal. Mariana sestra Viléma a Mikuláše Horšických z Horšic byla roku 1559 provdána za Šebastiána z Klenového. Jan a Hynek Horšičtí z Horšic se nechali strhnout stavovskými bouřemi. Hynek byl odsouzen ke ztrátě jedné třetiny svého jmění, ale dosáhl odpuštění. Jan musel na Horšicích přijmout v roce 1623 léno. Jan zanechal syna Mikuláše Viléma, který přijal léno roku 1638 a dědil po strýci Jiřím.
Skrz svou manželku Sibyllu Alenu Příchovskou z Příchovic nabyl Mikuláš Vilém v roce 1651 Žďár u Blovic. Jeho syn Jiří Antonín prodal statek v roce 1674 a pro veliké dluhy také prodal Horšice i s příslušenstvím v roce 1676. O dalších osudech této rodiny žádné informace nejsou.
Jediná památka po této rodině, která se dochovala, byl obraz panny Marie v kostele sv. Václava ve Žďáru u Blovic, darovaný roku 1660.

## Erb
Šest bílých kosočtverců nebo dlaždic v poloze svislého pruhu na červeném štítě a na helmě buvolí rohy.